# Пабліситі
Пабліситі (англ. publicity) — це продуманий спосіб керування громадським сприйняттям певного суб'єкта комунікацій шляхом спрямування інформації від медіа до широкої громадськості. Суб'єктами паблісити є: люди (наприклад політики, митці, артисти), товари і послуги, організації та інституції всіх видів, предмети мистецтва та ін.
З точки зору маркетингу, пабліситі є частиною просування товару (англ. promotion), що у свою чергу є складовою маркетингу.

## Різні тлумачення
Пабліситі — це спосіб залучення уваги медіа для отримання кращого висвітлення серед громадськості, який не може бути створений внутрішньо, тобто ізольовано без журналіста (publicist), який створює та виконує пабліситі.
Пабліситі визначає міру популярності компанії, наскільки бренд компанії на «слуху» та на «вустах» у громадськості.
Пабліситі — це співпраця між ЗМК та бізнесом, адже перші шукають релевантні новини для втамування інформаційного голоду своїх читачів про бізнес-сферу (новини і новинки галузей, ринків тощо), а другі заповнюють потрібною їм інформацією інформаційні потоки та висвітлюють вигідно своє становище.
Деякі фахівці називають пабліситі «безплатною рекламою».

## Переваги пабліситі
- забезпечує популярність та впізнаваність бренда чи компанії
- створює лояльність споживачів, престиж і довіру цільової аудиторії до компанії (завдяки правдивості, що контрастує з проплаченими матеріалами та рекламою)
- безплатність для компанії , тому що ЗМК самі шукають матеріали для розміщення і залучення уваги аудиторії.